# Кортрейк-Вевелгем (аэропорт)
Международный аэропорт Кортрейк-Вевелгем (нидерл. Internationale Luchthaven Kortrijk-Wevelgem) — аэропорт, расположенный в 4 километрах от Кортрейка. Аэропорт имеет статус международного и обладает всей необходимой инфраструктурой (пункт таможенного и паспортного контроля). Регулярные рейсы из аэропорта не выполняются, он используется деловой и спортивной авиацией (чартерная авиация, авиатакси). 

## История
Военное лётное поле на месте нынешнего аэропорта было обустроено немецкой армией во время оккупации Бельгии во время Первой мировой войны в 1916 году. Между мировыми войнами оно стало авиабазой Бельгийских ВВС, с 1924 года здесь базировалась военная лётная школа. Во время Второй мировой войны авиабаза использовалась Люфтваффе, на завершающем этапе войны (между освобождением Бельгии и концом войны) здесь базировалась Королевские военно-воздушные силы Великобритании. После окончания войны авиабаза вновь стала использоваться бельгийскими ВВС. Военное использование аэродрома прекратилось в 1962 году, после чего он был переоборудован в региональный гражданский аэропорт. 
В 2016 году авиакомпания Luxaviation Belgium открыла новый ангар для обслуживания и хранения самолетов в аэропорту Кортрейк-Вевелгем.
В 2019 году подходило к завершению строительство новой рулёжной дорожки на северной стороне. Рулёжная дорожка с южной стороны должна быть построена к лету 2020 года.
В 2020 году в аэропорту начали переход к использованию цифровых вышек, где наблюдение за самолётами ведётся с помощью камер.

## Статистика
Показатели аэропорта:
| Год  | Пассажиропоток | Взлётно-посадочные операции |
| ---- | -------------- | --------------------------- |
| 2011 | —              | —                           |
| 2012 | 60904          | 33509                       |
| 2013 | 60506          | 34174                       |
| 2014 | 67013          | 38136                       |
| 2015 | 65400          | 37421                       |
| 2016 | 63122          | 36028                       |
| 2017 | 6512           | 31447                       |
| 2018 | 7043           | 34891                       |
| 2019 | 7788           | 31284                       |

## Инциденты
27 августа 2019 года рядом с впп аэропорта разбился Morane-Saulnier MS-893 (OO-VON). Пилот погиб.

## Музей
В аэропорту расположен музей, посвященный истории авиации. Музей занимает помещения немецкого госпитального бункера Второй мировой войны. Музей организован некоммерческой организацией «Фламандское авиационное общество» (англ. Flanders Aviation Society).